# Clube Recreativo Leões de Porto Salvo
El Clube Recreativo Leões de Porto Salvo es un club deportivo portugués de la ciudad de Porto Salvo fundado en 1970. 

## Historia
Su sección de fútbol sala fue creada en 1990 y actualmente compite en Primera División.
En la temporada 2007-08 consigue por primera vez en su historia ascender a Tercera División, tras quedar campeón de su distrito. En Tercera División tan solo permanecería 2 temporadas, ya que en la 2009-10 queda campeón de la Serie D y consigue el ascenso a la Segunda División.
En la siguiente temporada, consigue quedar 1º de la serie B, consiguiendo automáticamente el ascenso a Primera División, consiguiendo, además, ganar al SC Braga en la final por el título de campeón de la Segunda División.
En la temporada 2011-12 debuta en Primera División, consiguiendo quedar 5º en la liga regular y alcanzando las semifinales del playoff por el título, perdiendo contra el SL Benfica, hasta la fecha su mejor resultado.
En la Taça de Portugal tiene como record haber alcanzado las semifinales 2 veces.

## Plantilla 2018/2019
Para la temporada 2018-19, la plantilla del club es la siguiente:
|    | Nac.     | Nombre                                      | Sobrenombre          | Puesto    |
| -- | -------- | ------------------------------------------- | -------------------- | --------- |
| 1  | Portugal | Euclides Gomes Vaz                          | Bebé                 | Portero   |
| 3  | Portugal | Bruno Miguel Fernandes Brigadas Marques     | Bruno Marques        | Portero   |
| 19 | Portugal | Hélder João Romana Fernandes                | Hélder Fernandes     | Portero   |
| 16 | Portugal | André Salgueiro Nabais                      | André Nabais         | Cierre    |
| 4  | Portugal | Diogo Miguel Rodrigues Santos               | Diogo Santos         | Cierre    |
| 6  | Portugal | Bruno Tavares Rodrigues                     | Bruno Rodrigues      | Universal |
| 2  | Portugal | Paulo Jorge Camões Martins                  | Paulinho             | Ala       |
| 7  | Portugal | Jorge Augusto Fernandes                     | Djô                  | Ala       |
| 8  | Portugal | Fábio da Rocha Aguiar                       | Fábio Aguiar         | Ala       |
| 11 | Portugal | André Filipe Palmeira Almeida               | Dura                 | Ala       |
| 13 | Brasil   | Rodrigo Hiroshi Tamashiro                   | Rodrigo Hiroshi      | Ala       |
| 14 | Portugal | Nélson Ricardo Gomes Alves Santos           | Ré                   | Ala       |
| 15 | Portugal | Gonçalo Manuel Soares Rodrigues             | Gonçalo Rodrigues    | Ala       |
| 16 | Portugal | Francisco Veiga Ferreira Martins D’Oliveira | Francisco D’Oliveira | Ala       |
| 30 | Portugal | Rúben Alexandre Dias Santos                 | Rúben Santos         | Ala       |
| 77 | Portugal | Daniel Filipe Gouveia Costa                 | Danny                | Ala       |
| 80 | Brasil   | Jander Ferreira Praciano                    | Jander               | Ala       |
| 9  | Portugal | João Pedro Marques Silva                    | João Silva           | Pivot     |
| 10 | Portugal | Papa João Gomes Unjanque                    | Papa Unjanque        | Pivot     |

Entrenador:  Rodrigo Almeida

## Trayectoria
| 2019-20                                         | 1ªD            |                    |               |               | - |               |   |
| 2018-19                                         | 1ªD            | 5º                 | Cuartos final | Octavos final | - | Cuartos final | - |
| 2017-18                                         | 1ªD            | 12º                | -             | 4ª ronda      | - | -             | - |
| 2016-17                                         | 1ªD            | 12º                | -             | 4ª ronda      | - | Cuartos final | - |
| 2015-16                                         | 1ªD            | 9º                 | -             | Semifinales   | - | -             | - |
| 2014-15                                         | 1ªD            | 8º                 | Cuartos final | Octavos final | - | No existe     | - |
| 2013-14                                         | 1ªD            | 4º                 | Cuartos final | Cuartos final | - | No existe     | - |
| 2012-13                                         | 1ªD            | 6º                 | Cuartos final | Octavos final | - | No existe     | - |
| 2011-12                                         | 1ªD            | 5º                 | Semifinales   | Octavos final | - | No existe     | - |
| 2010-11                                         | 2ªD Serie B    | 1º · Asciende      | 1º            | Semifinales   | - | No existe     | - |
| 2009-10                                         | 3ªD Serie D    | 1º · Asciende      | 4º            | 1ª ronda      | - | No existe     | - |
| 2008-09                                         | 3ªD Serie C    | 5º                 | -             | 1ª ronda      | - | No existe     | - |
| 2007-08                                         | Camp.Distrital | Campeón · Asciende | -             | -             | - | No existe     | - |
| Datos actualizados hasta el 7 de julio de 2019. |                |                    |               |               |   |               |   |

## Palmarés

### Torneos nacionales (1)
| Competición                        | Títulos | Subcampeonatos |
| ---------------------------------- | ------- | -------------- |
| Segunda División de Portugal (1/0) | 2010-11 |                |